# 十字架上のキリストの最後の7つの言葉
十字架上のキリストの最後の7つの言葉（じゅうじかじょうのキリストのさいごのななつのことば）は、イエス・キリストが磔刑に処せられた際に十字架上で語ったとされる、福音書に記述されている7つの言葉。本項における順番は伝統的な解釈に則った。
フランツ・ヨーゼフ・ハイドンやハインリヒ・シュッツ、ソフィア・グバイドゥーリナなどの作曲家がこのテーマで作曲を行っている。ハイドンの楽曲については十字架上のキリストの最後の7つの言葉 を参照。

## 内容

### 第1の言葉
- 「父よ、彼らをお赦しください。自分が何をしているのか分からないのです」（ルカの福音書23章34節）
午前9時に十字架につけられた時の言葉である。このイエスの祈りは、有力な写本BやDにはない。故に新共同訳聖書や聖書協会共同訳聖書では真正性を疑われるものとして、カッコ書きされている。しかし、ステパノの殉教の記事は本節を前提にしていること、ルカの神学とキリストの精神に調和していることから、伝統的解釈では、真正性を認めている[1]。

### 第2の言葉
- 「よく言っておくが、あなたは今日私と一緒に楽園にいる」（ルカの福音書23章43節）
イエスと共に十字架にかけられていた二人の罪人のうち一人がイエスを「お前はメシアではないか。自分と我々を救ってみろ」と罵ったのに対して、もう一人が「お前は神を恐れないのか。同じ刑罰を受けているのに。我々は、自分のやったことの報いを受けているのだから、当然だ。しかし、この方は何も悪いことをしていない」と諭し、さらにイエスに「イエスよ、あなたが御国へ行かれるときには、私を思い出してください」と語りかけた。それに対する返事である。

### 第3の言葉
- 「女よ、見なさい。あなたの子です」「見なさい。あなたの母です」（ヨハネの福音書19章26節-27節）
母マリヤと弟子のヨハネに言った言葉で、ヨハネにマリヤを支えることを依頼したもの。これにより、ヨハネがマリヤを引き取ることになった[2]。イエスの言葉を聞いた、その時点から、ヨハネはイエスの本意を理解して、マリヤをつれて十字架のそばを離れて、エルサレムの自分の家につれていったとも解釈される[3]。

### 第4の言葉
- 「エロイ、エロイ、レマ、サバクタニ（わが神、わが神、どうして私を見捨てられたのですか。）」（マルコの福音書15章34節）「エリ、エリ、レマ、サバクタニ」（マタイの福音書27章46節）
3時頃にキリストが大声で語った。大声と言うのは全地に響き渡っていくという意味がある[4]。詩篇22篇と関連のある言葉である。神への呼びかけは、マルコでは「エロイ」、マタイでは「エリ」である。周囲の人々はエリヤを呼んでいると誤解した。多くの解釈では、詩篇22篇からの引用であるとしているが、より少数の解釈では、詩篇22篇からの引用ではなく、神がイエスを見捨てた事を指しているとしている。伝統的にはイエスが事実上、罪人の身代わりになって罪の裁きを受けたことを表す叫びと解釈される。イエスが神を「父」とは呼んでおらず、審判される側に立ち、自己を罪人と完全に一つにして、神の裁きを受けているとされている[5]。

### 第5の言葉
- 「渇く」(ディプソォー)（ヨハネの福音書19章28節）
イエスは聖書が成就するために、この言葉を発した。これは、詩篇22篇16節、詩篇69篇22節もしくは詩篇42篇3節の成就であると考えられている。この言葉を人々は、肉体的な渇きであると理解して、酢を持ってきた。

### 第6の言葉
- 「成し遂げられた」(テテレスタイ)（ヨハネの福音書19章30節）
人々が酢をいっぱい含ませた海綿をヒソプに付け、イエスの口元に差し出した。差し出した酢を受けた直後に、この言葉を語った。

### 第7の言葉
- 「父よ、私の霊を御手に委ねます」（ルカの福音書23章46節）